# 肖淦
肖淦（1917年—1984年），原名施家淦，男，江苏无锡人，中国火炸药和固体推进剂专家，曾任第七机械工业部第四研究院副院长。